# Cibarcos

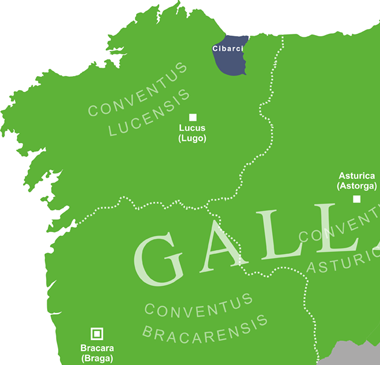
Localização dos cibarcos

Os cibarcos ou cabarcos (latim: cibarci ou cabarci) foram um povo galaico da Galécia, situado por Plínio (Hist. Nat., IV.20.111) no Convento Lucense e que os cita, por ordem, depois dos albiões e antes dos egovarros.

## Localização geográfica
É-lhes atribuído território costeiro, em torno ao actual município de Riba d'Eu, de forma que o rio Eo os separava dos albiões, enquanto que mais a Ocidente se situavam os egovarros. A sua identificação, que remonta a Vicetto, na sua Historia de Galicia, apoia-se no seguimento do seu nome nas duas freguesias denominadas Cabarcos, situadas no concelho de Barreiros. Identificação que Vicente Risco, Florentino L. Cuevillas e outros mantiveram. Embora com algumas dúvidas é utilizada pelo francês Alain Tranoy.

Entretanto, Santos Yanguas situa os cibarcos no centro costeiro, entre o rio Navia e o Eo.